# Война Камбрейской лиги
Война Камбрейской лиги (ит. Guerra della Lega di Cambrai) — война, продолжавшаяся с 1508 по 1516 год, третья из Итальянских войн. Получила название по политическому объединению — союзу императора Священной Римской империи Максимилиана I, Папы римского Юлия II, короля Франции Людовика XII и испанского короля Фердинанда II, образованному в Камбре 10 декабря 1508 года для войны с Венецией. К участию в союзе были привлечены также герцог Савойи Карл III, герцог Феррары Альфонсо I д’Эсте, маркграф Мантуи Франческо II Гонзага и большая часть мелких итальянских государей.

## Причины войны
На рубеже XV–XVI веков Венеция ещё не ощутила на себе в полной мере последствий Великих географических открытий и, находясь на вершине своего могущества, стремилась к ещё большему. На этом пути она вступала в конфликты с крупнейшими державами того времени – с Францией, претендуя на земли Миланского герцогства, и с Испанией, продвигаясь на юг по восточному побережью Адриатического моря. Таким образом, причиной конфликта Венеции и Рима стала Романья – земли в Центральной Италии (на которые, после завоевания Милана, претендовала также Франция).
Союз был прикрыт религиозным мотивом: покорение Венеции как первый шаг к войне с турками. Однако союзники думали и о своих выгодах и заранее разделили между собой земли Венеции: Папа должен был получить Фаэнцу, Римини, Равенну; Максимилиан, как император, — Падую, Виченцу и Верону, а как эрцгерцог австрийский — Фриуль и Тревизскую марку; Людовик XII — Кремону, низовье Адды, Брешию, Бергамо и Крему; Фердинанд — находившиеся в руках венецианцев апулийские города. Папа, не желавший увеличения владений иноземных государей в Италии, сообщил венецианцам условия этого договора и обещал не вступать в лигу и не воевать с Венецией, если она отдаст ему папские лены в Романье. Когда венецианцы отвергли это предложение, Папа примкнул к Камбрейской лиге.

## Камбрейская лига (1508—1510)
В январе 1509 года Людовик XII объявил Венеции войну, а 27 апреля Папа провозгласил венецианцев врагами церкви. Венецианское правительство энергично готовилось к обороне, но народ находился в унынии, которое увеличивалось несчастьями: взрывом порохового магазина, гибелью корабля, везшего в Равенну деньги, разрушением государственного архива и т. п.
Война началась благоприятно для союзников, но затем, благодаря опытности и твердости венецианских правителей и непредусмотрительности и несогласиям их врагов, дело приняло другой оборот. Скоро Фердинанд, получив апулийские города, отступил от союза; вслед за этим венецианцы вступили в переговоры и с Юлием II, который поссорился с французским королём. Получив обратно все свои владения в Романье, добившись освобождения духовенства от налогов и свободной торговли для своих подданных на Адриатическом море, Папа заключил мир с Венецией и снял с неё интердикт. Это было началом распада Камбрейской лиги.

## Венециано-папский союз (1510—1511)
Хотя Папа Римский Юлий II и не делал попыток выйти из Камбрейской лиги, но, говорят, он похвалялся, что, даровав Венеции отпущение, он всадил кинжал в сердце короля Франции. Теперь Папа рассматривал главной помехой для своей политики в Италии Францию, а не Венецию.
С наступлением весны 1510 года французы вновь выступили в поход. Их поддержали герцоги Ангальтский и Альфонсо Феррарский. Союзники надеялись соединиться с силами императора Максимилиана и решить дело в Венеции раз и навсегда; при этом даже без императорских сил объединённая армия союзников превосходила венецианскую. Проблемы Венеции усугубились смертью командующего армией Питильяно; в качестве временной меры командование доверили гражданскому чиновнику Андреа Гритти.
Французская, немецкая и феррарская армия, встретившись к югу от Леньяго, быстро заняли Эсте и Монтаньяну, и стали наступать на Виченцу с севера. Гритти не смог организовать сопротивления и отступил на восток. 24 мая герцог Ангальтский ввёл своих людей в город. Жители Виченцы, зная, что тот зол на них и обижен на недавнее поражение, бежали в Падую или Венецию. Около тысячи человек нашли приют в огромной пещере, уходящей в гору Монте-Берико. Банда французских наёмников отыскала их убежище, и когда люди отказались выйти — развели у входа в пещеру большой костёр. После того, как все находящиеся в пещере погибли, задушенные дымом, французы раздели трупы и унесли всё ценное. Несмотря на то, что после того, как об этой жестокости узнали во французском лагере и виновные были жестоко наказаны, весть об этом злодеянии облетела всю Северную Италию, и престиж Франции претерпел значительный урон.
В мае скончался кардинал д’Амбуаз, что выбило из колеи короля Людовика XII. Тем временем Папа решил расширить Папское государство путём аннексии герцогства Феррара. В результате основными противниками в войне стали не Франция и Венеция, а Франция и Папа. В июле объединённые силы Папы и Венеции попытались выбить французов из Генуи. Хотя попытка и закончилась неудачей, но слухи о том, что армия из 15 тысяч швейцарцев, которых Папе удалось нанять в мае, собирается по пути в Феррару захватить Милан, послужили причиной стремительного возвращения де Шомона с большей частью его армии к Милану; оставшихся на местах французских сил было недостаточно, чтобы помешать венецианцам вернуть большую часть городов в Тревизано. Тем временем Папа признал Фердинанда Арагонского королём Неаполя, оставив без внимания давние притязания короля Людовика. Несколько недель спустя Папа распространил по всему христианскому миру буллу, в которой предал анафеме и отлучил от церкви герцога Феррарского.
В начале августа командующим венецианскими войсками был утверждён Лучо Мальвецци, представитель известного семейства кондотьеров из Болоньи. Под его командованием венецианцам удалось отвоевать большую часть области Венеция, включая Виченцу, и к началу сентября они прогнали герцога Ангальтского до Вероны, лишь промедление Мальвецци помешало взять город с ходу.
Когда нанятые Папой швейцарцы прибыли в Ломбардию, несколько их командиров, подкупленные де Шомоном, вернулись обратно, а остальные заявили, что их наняли для защиты папской особы, а не для войны с императором и королём Франции. Однако объединённые папские и венецианские силы под командованием племянника Папы герцога Урбино 17 августа взяли Модену. С началом осени папские и венецианские войска стояли у стен Феррары. Папа, твёрдо решивший присутствовать в момент своего триумфа, в конце августа покинул Рим и к концу сентября прибыл в Болонью.
В начале октября де Шомон двинулся из Ломбардии на юг. Ложная атака в направлении Модены ввела в заблуждение и разделила папские войска, вследствие чего де Шомон быстро окружил город и полным ходом двинулся на Болонью. К 18 октября он был в нескольких километрах от городских ворот. Больной Папа, находившийся, по сути, во вражеском городе (жители Болоньи были на грани открытого восстания из-за скверного управления папского ставленника, кардинала Франческо Алидози), считал себя обречённым и уже начал мирные переговоры с французами, когда прибыло подкрепление: венецианская лёгкая кавалерия и отряд из Неаполя, присланный королём Фердинандом в благодарность за недавнее признание Папой его титула. Исходя из нового расклада сил, иностранные послы у святейшего престола убедили де Шомона не торопиться с нападением. Де Шомон, в последний момент не посмевший поднять руку на папскую особу, согласился увести войска. Сразу же после его отхода Юлий II отлучил его от церкви.
Во время зимней кампании 1511 года папские войска осадили замок Мирандола. Из-за болезни де Шомона французские войска не успели на выручку, и Мирандола пала. В феврале попытка де Шомона освободить Модену провалилась, и 11 марта он скончался от болезни, не дожив всего 7 часов до получения письма от Папы, в котором тот отменял приговор об отлучении де Шомона от церкви.
В середине мая преемником де Шомона стал Джан Джакомо Тривульцио — итальянский кондотьер, перешедший на сторону французов и ставший маршалом Франции. В середине мая он возглавил второй поход на Болонью, и при его приближении жители восстали, увидев возможность раз и навсегда освободиться от ненавистного кардинала Алидози. Кардинал в панике бежал, не предупредив о приближении французов ни герцога Урбино, стоявшего неподалёку с папскими войсками, ни также находящихся неподалёку венецианцев. 23 мая 1511 года Тривульцио с триумфом вошёл в Болонью; папская и венецианская армии с трудом смогли выбраться, потеряв часть обоза. Герцог Урбино, на которого Папа возложил вину за потерю города, лично убил в Равенне кардинала Алидози; свита Алидози не решилась вмешаться, думая, что герцог действует по приказу Папы. Тем временем Тривульцио захватил замок Мирандола. С падением Болоньи и Мирандолы для французских войск открылась дорога к церковным землям в Романье. Все труды Юлия II за последние восемь лет были уничтожены. В довершении всего, будучи в Римини, Папа обнаружил воззвание, прибитое к двери церкви Санто-Франческо и подписанное девятью его собственными кардиналами, и поддержанное императором Максимилианом и французским королём Людовиком, в котором провозглашалось, что первого сентября в Пизе соберётся Всеобщий церковный собор, чтобы расследовать и исправить злоупотребления его понтификата.

## Священная лига (1511—1513)
Вернувшись в Рим, Папа решил создать новый союз, в который вошли бы, вместе с папским государством, Венеция, Испания, Англия и, если возможно, Священная Римская империя. Объединённые силы этого союза должны были бы изгнать Францию с Апеннинского полуострова раз и навсегда. В начале июля начались переговоры, не вызвавшие серьёзных разногласий. Фердинанд Испанский уже получил всё, что мог, от Камбрейской лиги, и не желал видеть дальнейшего усиления французов в Италии. В Англии зять Фердинанда — Генрих VIII — охотно согласился удерживать своего соперника занятым на севере, пока остальные союзники будут делать то же самое на юге. Венеция, которая во время переговоров сражалась упорно, и в целом успешно, не требовала ничего другого. Император Максимилиан колебался, но даже без него новая лига выглядела достаточно мощной.
Тем временем идея церковного собора в Пизе оказалась дискредитированной. Четверо из девяти кардиналов, которые считались инициаторами собора, заявили, что с ними эта идея даже никогда не обсуждалась, и что они не будут в этом участвовать. Затем Папа объявил, что он сам созовёт должным образом учреждённый собор в следующем мае. В результате сентябрьское собрание становилось не более чем неуклюжим политическим ходом. Поскольку неканонический собор лишился необходимой поддержки, дата его открытия была перенесена с сентября на ноябрь, а местом проведения был избран Милан. Но даже там, под защитой французов, над собором столь открыто потешались, что даже местный хронист воздержался от отчёта о проведении собора.
Тем временем Папа 4 октября провозгласил создание «Священной лиги» (Англия официально объявила о присоединении к ней 17 ноября). Участники лиги начали готовиться к кампании 1512 года. Французский король тоже не терял времени и назначил главнокомандующим французскими войсками в Италии одного из выдающихся полководцев эпохи — своего племянника Гастона де Фуа. В феврале 1512 года отряд под командованием де Фуа стремительно выступил из Милана и отразил попытку папской армии (в основном состоявшей из испанских войск, которые возглавлял Рамон де Кардона, испанский вице-король Неаполя) отбить Болонью. Граждане Брешии и Бергамо решили воспользоваться уходом французской армии и вернуться под власть Венеции, однако де Фуа, стремительно вернувшись обратно (и по пути уничтожив пытавшееся остановить его венецианское войско), оказался под стенами Брешии быстрее, чем на укрепления смогло прийти достаточно защитников. Брешиа была взята штурмом, предводитель восставших был публично обезглавлен на городской площади, а город был отдан на пятидневное разграбление, во время которого французские и немецкие войска устроили такую резню, что понадобилось ещё три дня, чтобы убрать с городских улиц 15 тысяч трупов. Чтобы избежать такой же участи, жители Бергамо поспешно заплатили выкуп в 60 тысяч дукатов, чем и закончилось восстание.
Не давая врагам передышки, де Фуа вернулся в Милан, набрал свежие войска и снова выступил в поход. С 25-тысячной армией он направился прямо на Романью, куда сторонники Папы вернулись после своего последнего поражения. Де Кардона ожидал прибытия 6 тысяч швейцарских наёмников, а также вступления в войну Англии, и потому всеми силами стремился избежать боя; по этим же причинам де Фуа всеми силами стремился к сражению. В начале апреля французские войска подошли к Равенне и осадили город. Де Кардона не мог позволить захватить столь важный город прямо у него под носом, и 11 апреля 1512 года состоялось сражение. Битва происходила на болотистой равнине, возможности для манёвра не было, и сражение превратилось во взаимную резню. Когда папские солдаты, наконец, бежали с поля боя, то потеряли около 10 тысяч человек, не говоря об артиллерии и имуществе. В руках французов оказались также несколько испанских военачальников. Однако победа была для французов пирровой: только пехота потеряла свыше 4 тысяч человек, из пятнадцати германских командиров погибло двенадцать, и погиб сам Гастон де Фуа.
Новым командующим французскими войсками стал Жак де ла Палис, который был гораздо более осторожным. Заняв Равенну (где разгул насилия превзошёл даже резню в Брешии), он вернулся в Болонью и стал там дожидаться дальнейших распоряжений.
Когда новости о битве достигли Папы, он, предполагая немедленное наступление французов на Рим, приготовился к бегству. Однако незадолго до отъезда он получил письмо от своего легата, находившегося во французском плену. Кардинал де Медичи сообщил Папе, что французы понесли столь же тяжёлые потери, что и Лига, что они устали и деморализованы гибелью их предводителя, что их новый командир отказывается двигаться с места без дальнейших распоряжений и подтверждений своих полномочий из Франции. Юлий тут же воодушевился и направил все усилия на организацию запланированного на следующий месяц церковного собора. 2 мая начался Латеранский собор, который официально объявил соборы, проводившиеся в Пизе и Милане, незаконными, а их участников — еретиками.
В тот же самый день, когда Папа выступил против еретического собора, он также объявил о присоединении к Священной лиге императора Священной Римской империи. Мало того, что теперь императорская охранная грамота позволила новой армии швейцарских наёмников совершить стремительный переход через Трентино, соединившись у Вероны с армией венецианцев, спасшейся после резни под Равенной; еще важнее было то, что теперь Максимилиан приказал всем подданным Священной Римской империи, сражающимся на стороне французов, немедленно вернуться домой под страхом смертной казни. Поскольку часть армии Ла Палиса и так была отозвана, чтобы предотвратить угрозу вторжения Генриха VIII, поспешный уход его германских наёмников поставил его в смешное положение: теперь он стал полководцем без армии. К началу июля 1512 года Папа не только вернул все свои владения, но даже расширил их за счёт включения Пармы и Пьяченцы; в Милане снова воцарился герцог из семьи Сфорца — Массимилиано; даже Генуя объявила об обретении независимости и избрала нового дожа. Ла Палис не имел иного выбора, кроме как вернуться во Францию с остатками своей армии.
Между союзниками начался спор о дележе добычи. Максимилиан был не склонен уступить ни пяди из тех земель, которые он считал имперскими — в числе которых оказались такие города как Верона, Виченца, Падуя, Тревизо, Кремона и Брешиа. Венецианцы объявили претензии императора неприемлемыми, считая эти города жизненно необходимыми для Венеции. В переговоры вмешался Папа и пригрозил Венеции возрождением Камбрейской лиги. В этих условиях Венеция обратилась к Франции.
В 1512 году Томас Грей, 2-й маркиз Дорсет возглавил неудачную английскую экспедицию во Францию для завоевания Аквитании. Испанский король Фердинанд Арагонский не предоставил англичанам обещанной помощи, у англичан стало заканчиваться продовольствие, нехватка продовольствия вынудила некоторых англичан попробовать непривычную для них пищу: употреблять co всеми блюдами чеснок, пить горячительное вино в жаркую погоду и есть местные фрукты, «вызывавшие закипание крови». В результате от болезней умерло 1800 англичан, солдаты подняли мятеж и потребовали возвращения домой.

## Франко-венецианский союз (1513—1516)
Французский король Людовик весь 1512 год пытался разъединить Венецию со Священной лигой, и осенью ему это удалось. Переговоры продолжались до начала 1513 года. В течение этого времени Папа подписал новое соглашение с императором, в котором гарантировал исключение Венеции из любого мирного соглашения, которое могло бы быть заключено, а также принятие против неё мер как духовного, так и светского характера. Однако Венецию было не запугать: 23 марта 1513 года в Блуа был подписан новый договор о союзе. Франция и Венеция договорились выступать вместе для взаимной защиты от любых врагов, которые будут угрожать кому-либо из них, «даже если этот враг будет блистать величайшим титулом». Таким образом, всего лишь в течение четырёх лет трое главных участников войны Камбрейской лиги поучаствовали во всех возможных союзах друг против друга.
21 февраля 1513 года скончался Папа Римский Юлий II. Его преемником был избран кардинал Джованни Медичи, принявший имя Лев X. Венецианский дож Лоредано сразу же послал Льву X поздравления со вступлением на престол, и вскоре после этого отправил ему официальное приглашение присоединиться к Блуаскому соглашению. Однако новый Папа знал, что французы, вернувшись в Милан, будут настаивать на возвращении им Пармы и Пьяченцы, от которых его престиж не позволит добровольно отказаться. Отклонив это предложение, Папа возобновил союз с Максимилианом.
15 марта командование венецианской армией принял Бартоломео д’Альвиано. В начале мая в Италию вступила французская армия, которой командовали Джан Джакомо Тривульцио и Луи II де Ла Тремуйль. В Ломбардию венецианцы и французы прибыли почти одновременно. Массимилиано Сфорца, меньше года просидевший на миланском троне, уже лишился популярности у своих подданных. Сфорце остались верны только два города — Комо и Новара. Французская армия двинулась на Новару, и гарнизон поспешил укрыться в городе. В случае осады Новара, скорее всего, не устояла бы, но в ночь на 6 июля, когда Ла Тремуйль всё ещё занимался приготовлениями, швейцарцы решились на упреждающую атаку, и напали на лагерь французов. В сражении при Новаре французские войска были полностью разбиты и в панике покинули Италию. Массимилиано Сфорца вернулся в Милан, и те города, что ещё недавно перешли на сторону врага, теперь с восторгом вновь провозгласили его своим господином.
Д’Альвиано был вынужден отойти к реке Адидже. Он надеялся удержать берег реки, но когда до него дошли известия о том, что армия Священной лиги под командованием Кардоны идёт на Венецию, он поспешил обратно, чтобы оборонять Падую. Таким образом он спас город, но Кардона пробился к самым берегам лагуны, спалил Фузину, Местре и Маргеру, и даже сделал несколько угрожающих выстрелов по Венеции. Однако благодаря нескольким километрам мелководья город был вне досягаемости для испанских пушек. У Кардоны не было кораблей, и спустя день-два ему пришлось увести армию обратно. Венецианцы последовали за ним, не желая, чтобы враг ушёл на зимние квартиры целым и невредимым. 7 октября 1513 года обе армии встретились под Скио. Оказалось, что нерегулярная армия д’Альвиано, состоявшая из добровольцев, не в силах тягаться с профессионалами Кардоны. Отступление венецианцев переросло в поспешное бегство.
В 1512 году был возобновлен союз Шотландии и Франции, причем каждая из сторон обязалась вступить в войну с Англией в случае её нападения на другую.
В июне 1513 года английские войска под командованием короля Генриха VIII высадились в Кале и  осадили город Теруан на границе Франции и нидерландских владений Габсбургов. Французы попытались доставить в осаждённый Теруан обоз с продовольствием. Рано утром 16 августа 1513 года сопровождавший этот обоз отряд французской кавалерии неожиданно наткнулся на англичан, в результате чего произошло сражение близ деревни Гинегат к югу от Теруанна. Французы были обращены в бегство, англичане захватили девять французских знамён и множество пленных, включая самых знатных особ, таких как Баярд, «рыцарь без страха и упрёка». 23 августа французы сдали Теруан, после чего Генрих VIII решил сровнять город, за исключением церкви, и его укрепления с землёй, а жителей переселить в другие места.
В ответ шотландский король Яков IV выслал свой флот на помощь Франции и объявил о мобилизации ополчения. 22 августа 1513 года шотландские войска пересекли английскую границу и захватили крепости Норхэм, Итал и Уарк. Навстречу шотландцам двинулись войска Томаса Говарда, графа Суррея. 9 сентября 1513 года в битве при Флоддене шотландская армия была полностью разбита, король Яков IV, его внебрачный сын архиепископ Александр и множество видных шотландских дворян погибли на поле боя.
1514 год прошёл в непрерывных боевых действиях, не принесших заметных результатов. Французы были заняты отражением атак англичан на севере и швейцарцев на востоке. Лев X, занятый Латеранским собором, не возобновлял военных действий. Максимилиан, колеблющийся и ограниченный в средствах, не вмешивался. Фактически, ситуация зашла в тупик.

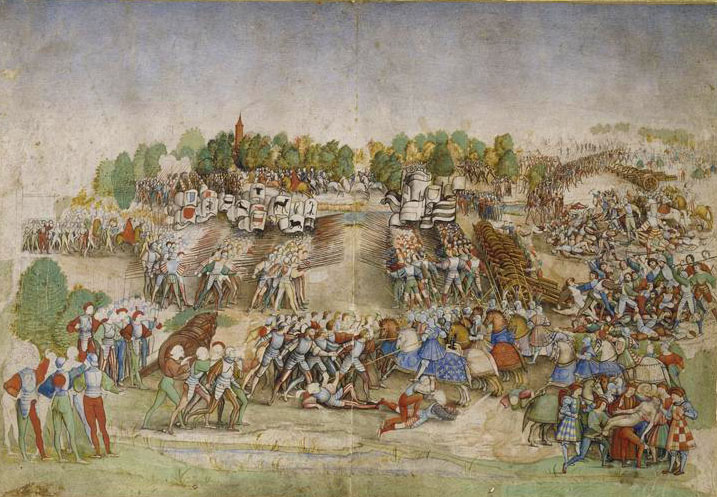
Схватка швейцарских наёмников (слева) с ландскнехтами Франциска I в ходе битвы при Мариньяно (1515). Миниатюра анонимного художника начала XVI века, обычно именуемого Maître à la Ratière

1 января 1515 года в Париже умер король Людовик XII. Новым королём Франции стал Франциск I, который выразил намерения относительно Италии, приняв во время коронации титул герцога Миланского. В июле новый король собрал в Дофине армию из 50 тысяч кавалеристов и 60 тысяч пехотинцев, которую возглавили Ла Палис, Тривульцио и виконт де Лотрек (двоюродный брат Гастона де Фуа). Чтобы противостоять новому завоевателю, собралось четыре армии: папские силы под командованием брата Папы, Джулиано Медичи, испанцы Кардоны, миланские войска Массимилиано Сфорца и сильный отряд швейцарцев (фактических хозяев Милана). Испанская армия отправилась к Вероне, чтобы не дать венецианцам соединиться со своими французскими союзниками; папские силы двинулись к реке По, чтобы защитить Пьячунку; швейцарцы и миланцы двинулись в горы и заняли позиции у входов в два главных ущелья — Мон-Сени и Мон-Женевр — через которые, как ожидалось, должна была пройти французская армия. Однако старый Тривульцио по рождению был миланцем и полвека сражался в Италии: он не пошёл ни одним из предполагаемых перевалов, а вместо этого проник в Италию через долину Стура. К тому времени, когда швейцарцы осознали, что произошло, армия Тривульцио была на пути в Милан. Однако Тривульцио не напал на город сразу, предпочтя занять позицию у Мариньяно в надежде, что венецианцы каким-то образом ухитрятся обойти Кардону и присоединятся к нему.
Швейцарцы, перегруппировавшись в Милане, решили повторить тактику сражения при Новаре. 13 сентября они обрушились на французский лагерь. К концу первого дня исход был неясен, и по взаимному согласию сторон за два часа до полуночи битва прекратилась. На следующий день швейцарцы вновь яростно набросились на французов. Когда французы были уже близки к отступлению, подошли венецианцы, сумевшие ускользнуть от испанцев. В битве при Мариньяно погибло около десяти тысяч швейцарцев, почти все остальные были серьёзно ранены, хотя и сумели вернуться в Милан.

## Окончание войны
После полного разгрома швейцарцев не могло быть и речи о том, что Массимилиано Сфорца удержит Милан. 4 октября французы официально вступили во владение крепостью. Два месяца спустя Лев X и Франциск I встретились в Болонье и заключили соглашение, по которому Папа отказался от Пармы и Пьяченцы (а также вернул Модену и Реджо герцогу Феррарскому) в обмен на невмешательство французов в предполагаемый захват герцогства Урбино. В августе 1516 года внук Изабеллы и покойного Фердинанда — Карл V — заключил сепаратный мир с Франциском I, признавая его права на Милан в обмен на признание французами претензий Испании на Неаполь. После безуспешного похода на Милан старый Максимилиан в Брюсселе в декабре отдал Венеции в обмен на оплату в рассрочку все те земли, которые были ему обещаны в Камбре. Он колебался только по поводу Вероны, утверждая, что честь империи не позволяет ему отдать её венецианцам напрямую; в конце концов было решено, что он отдаёт этот город своему внуку Карлу Испанскому, Карл передаёт его французам, а те, в свою очередь, передают его республике вместе с остальными венецианскими землями в Северной Италии (кроме Кремоны), которые занимали французы.